# Stig Rune Skjærmoen
Stig Rune Skjærmoen,  född 11 april 1986 i Elverum, är en norsk kartläsare i rally som tävlar tillsammans med Johan Kristoffersson i en VW Polo R5 för Volkswagen Bauhaus Dealer Team i WRC2, andra divisionen i WRC.